# Pentateucha stueningi
Pentateucha stueningi is een vlinder uit de familie van de pijlstaarten (Sphingidae). De wetenschappelijke naam van de soort werd in 1997 gepubliceerd door M. Owada & I.J. Kitching.